# Бабка Ёжка и другие
«Бабка Ёжка и другие» — российский полнометражный рисованный мультфильм, который создал режиссёр Валерий Угаров на студии «United Multimedia Projects» с 2003 по 2006 год. В 2003 году была готова первая часть (15 мин.) и была показана на фестивале ОРФАК Суздаль-2004. В 2006 году полнометражный фильм был закончен и показан на фестивале ОРФАК Суздаль-2008.
В 2008 году создано продолжение: «Новые приключения Бабки Ёжки».

## Сюжет
Над заснеженным лесом летел аист и нёс в корзинке младенца. Вдруг сверху на него спикировал ястреб, аист метнулся в сторону и выронил корзинку, которая упала в глубокий снег. Аист покружил над лесом, но не нашёл корзинки и улетел. Ребёнок закричал и его услышала Баба-Яга, которая жила в этом заповедном лесу в избушке на курьих ножках. Она позвала своих друзей, Кикимору, Лешего, Кощея Бессмертного и Водяного, которые тоже жили в этом лесу. Поспорив, они решили вместе растить девочку. Баба-Яга назвала её — Бабка Ёжка, в честь себя самой. Девочка росла, и с ней происходили разные приключения. Мудрый ворон показал дупло, в котором Бабка Ёжка нашла юного воробьиного сыча Филимона со сломанным крылом. С помощью Бабы-Яги девочка вылечила его и получила верного себе друга. Накануне ночи на Ивана Купалу в волшебный лес проник Змей Горыныч и утащил цветок папоротника. Бабка Ёжка сумела его перехитрить, а с помощью своих друзей и победить, а цветку папоротника девочка загадала самое мирное человеческое желание.

## Создатели
- Автор сценария Михаил Липскеров
- Режиссёр Валерий Угаров
- Художник-постановщик Марина Лескова
- Оператор Василий Кашенцев
- Композитор Александр Пинегин
- Художник-постановщик компьютерной графики Василий Кашенцев

## Роли озвучивали
- Аня Орёл — Ёжка
- Армен Джигарханян — ворон / досье
- Михаил Кокшенов — Змей Горыныч
- Татьяна Бондаренко — Баба-Яга / Кикимора
- Дмитрий Филимонов — Царевич / Филимон
- Алексей Колган — Соловей Разбойник / Кощей / Емеля
- Александр Пожаров — Водяной / Щука / Леший

## Песни
- «С Днём рождения!», стихи Андрея Усачёва, исполняют Александр Пожаров и Татьяна Бондаренко
- «Что загадать?», стихи Марины Гаки, музыка Александра Корыстина, исполняют Кристина Гаврилова и Евгения Новикова
- «Ночь на Ивана Купалу», стихи Андрея Овчукова-Суворова, музыка Александра Корыстина, исполняет Евгения Новикова
- «Баба-Яга и другие», стихи Андрея Усачёва, исполняют Александр Пожаров и Татьяна Бондаренко

## Фестивали и награды
- 2004 — IX Открытый Российский фестиваль анимационного кино: Дипломы сценаристу Михаилу Липскерову, режиссёру Валерию Угарову, художнику Марине Лесковой и продюсеру Сергею Карпову, «ясно обозначившим желание создать веселый, яркий сериал с фольклорными персонажами»[1].
- 2008 — XIII открытый фестиваль анимационного кино в Суздале. Лучший полнометражный фильм «Бабка Ёжка и другие».[2]
- 2008 — XII Международный Кинофорум «Золотой Витязь» Конкурс «Фильмы для детей» Диплом «За оригинальный режиссерский замысел» — «Бабка Ёжка и другие» реж. Валерий Угаров.[3]